# Phaecasiophora rufata
Phaecasiophora rufata es una especie de polilla perteneciente al género Phaecasiophora, categorizada en la tribu Olethreutini, de la subfamilia Olethreutinae.

## Distribución
Se distribuye por Asia: en Vietnam, en la montaña de Fansipan.

## Taxonomía
Fue descrita por Razowski en 2009. La especie se encuentra registrada y publicada en SHILAP Revta. Lepid. 37: 119.